# George Baquet
George Francis Baquet, auch George F. Bacquet (* 1883 in New Orleans; † 14. Januar 1949 in Philadelphia) war ein US-amerikanischer Jazz-Klarinettist des frühen New Orleans Jazz.

## Leben
Baquet stammte aus einer musikalischen kreolischen Familie und lernte Klarinette von seinem Vater Theogene Baquet (1858–1920), einem Klarinettisten, ebenso wie seine Brüder Achille und Harold („Hal“), der einer Messerattacke zum Opfer fiel. Baquet spielte in der „Excelsior Brass Band“ seines Vaters und begann ab 1897 professionell im „Lyre Club Symphony Orchestra“ zu spielen. 1901/2 spielte er in der „Onward Brass Band“ von Manuel Perez sowie in dessen „Imperial Orchestra“. 1902 bis 1904 ging er mit den „Nashville Student Minstrels“ und den „Georgia Minstrels“ auf Tour. Ab 1904 war er wieder in New Orleans, wo er mit Buddy Bolden und dann mit John Robichaux und Freddie Keppard spielte. 1906 bis 1908 war er in der „Superior Band“ und danach bis 1914 in der Olympia und Magnolia Band. Mit Keppards (bzw. Bill Johnsons) „Original Creole Orchestra“ ging er bis 1916 nach Los Angeles. Mit Keppard und dem Bassisten Bill Johnson, mit dem sich Keppard in der Leitung abwechselte, hätten sie beinahe die ersten Jazzaufnahmen überhaupt bei Victor gemacht (möglicherweise Ende 1915 in New York). Nach Aussagen von Baquet nahmen sie aber davon Abstand, weil sie befürchteten, um ihre Gage geprellt zu werden. Danach spielte er in Coney Island in New York und 1923 in Philadelphia bei Sam Gordons „Lafayette Players“. Später leitete er eigene Gruppen in Philadelphia (wo er sich niederließ) die populären „New Orleans Nighthawks“, aus denen dann in den 1930er Jahren die „George Bakey’s Swingsters“ hervorgingen.
Baquet nahm in den 1920er Jahren mit Bessie Smith auf, 1929 mit Jelly Roll Morton’s „Red Hot Peppers“ und in den 1940er Jahren mit Sidney Bechet, dessen Lehrer er 1903 in New Orleans war. Bekannt wurde Baquet für sein High Society Solo, das aber auch Alphonse Picou zugeschrieben wird.
Bacquet steht mit Lorenzo Tio und Big Eye Louis Nelson am Ursprung der Entwicklung der Klarinette im frühen Jazz. Jelly Roll Morton nannte ihn in seinem autobiographischen Buch Mr.Jelly Roll den „ersten Jazz Klarinettisten“, wobei er das Wort Jazz im Schriftbild hervorhob. Nach Gunther Schuller sind Bacquets wenigen Aufnahmen allerdings enttäuschend, sein Spiel klinge dort „völlig steif und jaulend in Ted Lewis-Manier “.
Auch sein Bruder Achille (1885–1956) war Jazz-Klarinettist. Er gehörte zu den New-Orleans-Musikern, die den frühen Jazz nach Harlem trugen, wo er u. a. mit Jimmy Durante spielte.